# 東殿
東殿（ひがしどの、生没年不詳）は、安土桃山時代から江戸時代初期に活躍した女性で大谷吉継の母。

## 概要
朝日殿の親類であると伝わる。孝蔵主と共に大政所や秀吉の正室・高台院に仕えた筆頭上臈 。
天正14年（1586年）、大坂城に伺候した大友宗麟が国元の家老に送った書状には孝蔵主や東殿が名指しで書かれておりかなりの政治力を有していたと考えられる。
『兼見卿記』には天正20年（1592年）、東殿が吉田神社のお守りを息子・吉継の分も貰い受けたという記載がある。
東殿及び山中長俊内室が施主となって建立された伏見城の客殿が、慶長3年(1598年)に天台宗西教寺に移築・寄贈された。
慶長5年(1600年) 7月5日 宇喜多秀家が豊国社に参詣し、出陣式を行った際、北政所(高台院)の代理として側近の東殿が出席し、共に戦勝祈願を行った。これは豊臣奉行衆が7月12日 毛利輝元宛に大阪入りを要請するより以前の事であり、宇喜多秀家、北政所(及び東殿)はいち早く徳川家康に対して挙兵する意思を明らかにしていたという事になる。
西洞院時慶が書き残した時慶記 第二巻には、慶長5年9月26日「東殿コヤ召取由候」の記載があり、東殿及び大谷吉継の妹 小屋が捕らわれたという記載がある。おそらく北政所と共に京都にいたところを、関ヶ原の戦後処理により捕らえられたと思われる。
「天台座手記」によると、天正12年(1584年)5月 羽柴秀吉に「寺家執当後家東女房」が延暦寺の山門再建を嘆願し、秀吉はそれを了承している。寺家執当は延暦寺の階級制度の中で寺全体の経営に関わる位の高い僧の階級を指し、妻帯を許されていた。後家は夫と死別した女性を意味するので、「寺家執当の夫と死別した女性 東」という意味となるが、この東という女性と東殿が同一人物である場合、大谷吉継の実父は延暦寺の坊官で、天正12年以前に死亡していた可能性が高い。
参考文献
- 『北政所と淀殿: 豊臣家を守ろうとした妻たち』（吉川弘文館、2009年、44p）